# 2018年東帝汶議會選舉
東帝汶在2018年5月12日舉行議會選舉，改選該國立法機構國民議會全部65個議席。為了解決2017年議會選舉結束後東帝汶出現的政治僵局，總統弗朗西斯科·古特雷斯在2018年1月宣布解散國民議會，提前舉行議會選舉。最終由东帝汶重建全国大会党（大會黨）、人民解放黨和帝汶人民團結繁榮黨組成的改革進步聯盟贏得國民議會過半數議席，取代東帝汶獨立革命陣線（革陣）的執政地位。
參加這次選舉的團體共有8組，包括參加原屆國會的5個政黨；其中四個參選團體是各個政黨組成的政治聯盟。雖然競選期開始之前參選團體承諾以和平的方式進行競選活動，不過競選期間的氣氛比較緊張，一方面網民在社交網站發放人身攻擊言論和假新聞，一方面主要政黨的支持者在街頭遭到襲擊。選舉結束後，革陣不滿選舉出現違規行為，並提出選舉呈請，卻被法院駁回；以塔烏爾·馬坦·魯瓦克為首的新一屆政府則在6月22日宣誓就職。

## 背景
在2017年的議會選舉中，沒有政黨能夠贏得國民議會過半數議席。由於帝汶人民团结繁荣党在組閣之前退出執政聯盟，東帝汶獨立革命陣線（革陣）總書記馬里·阿爾卡蒂里只能夠和民主黨籌組少數派政府。由东帝汶重建全国大会党（大會黨）、人民解放黨和帝汶人民團結繁榮黨組成的議會反對派聯盟則稱為議會多數派聯盟（Aliança da Maioria Parlamentar，AMP）。
議會多數派聯盟否決阿爾卡蒂里內閣提出的財政預算案和施政綱領，並要求總統弗朗西斯科·古特雷斯（盧奧洛）准許他們籌組內閣。不過盧奧洛與當屆議會所有政黨的代表進行討論後，在2018年1月28日宣布解散國民議會，並應革陣和民主黨要求提前舉行議會選舉。時事評論員若澤·貝洛（Jose Belo）批評態度固執的盧奧洛忽視議會多數派的做法等同於「衝擊民主制度」，還認為傲慢的阿爾卡蒂里為了保住執政權可以不惜違反法律的規定。盧奧洛在2月7日頒布總統令，決定於5月12日進行議會選舉。
2018年3月6日，東帝汶政府和澳洲政府簽訂協議，在帝汶海劃定一條永久的海上邊界，解決兩國之間的邊界爭議。之後數以千計的東帝汶群眾夾道歡迎兼任東帝汶首席談判代表的大會黨黨魁沙納納·古斯芒返回帝力。

## 參選政黨

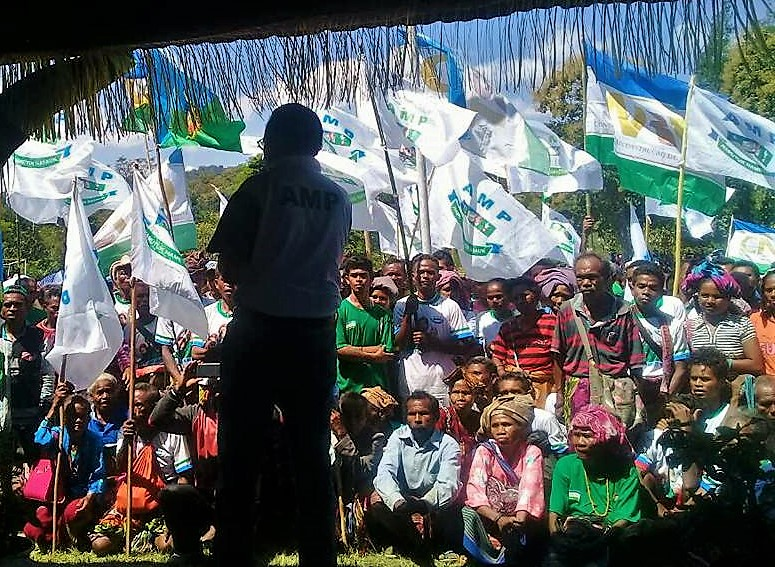
人民解放黨主席塔乌尔·马坦·鲁瓦克在歐庫西區參與改革進步聯盟一場競選集會，並向參加者演講

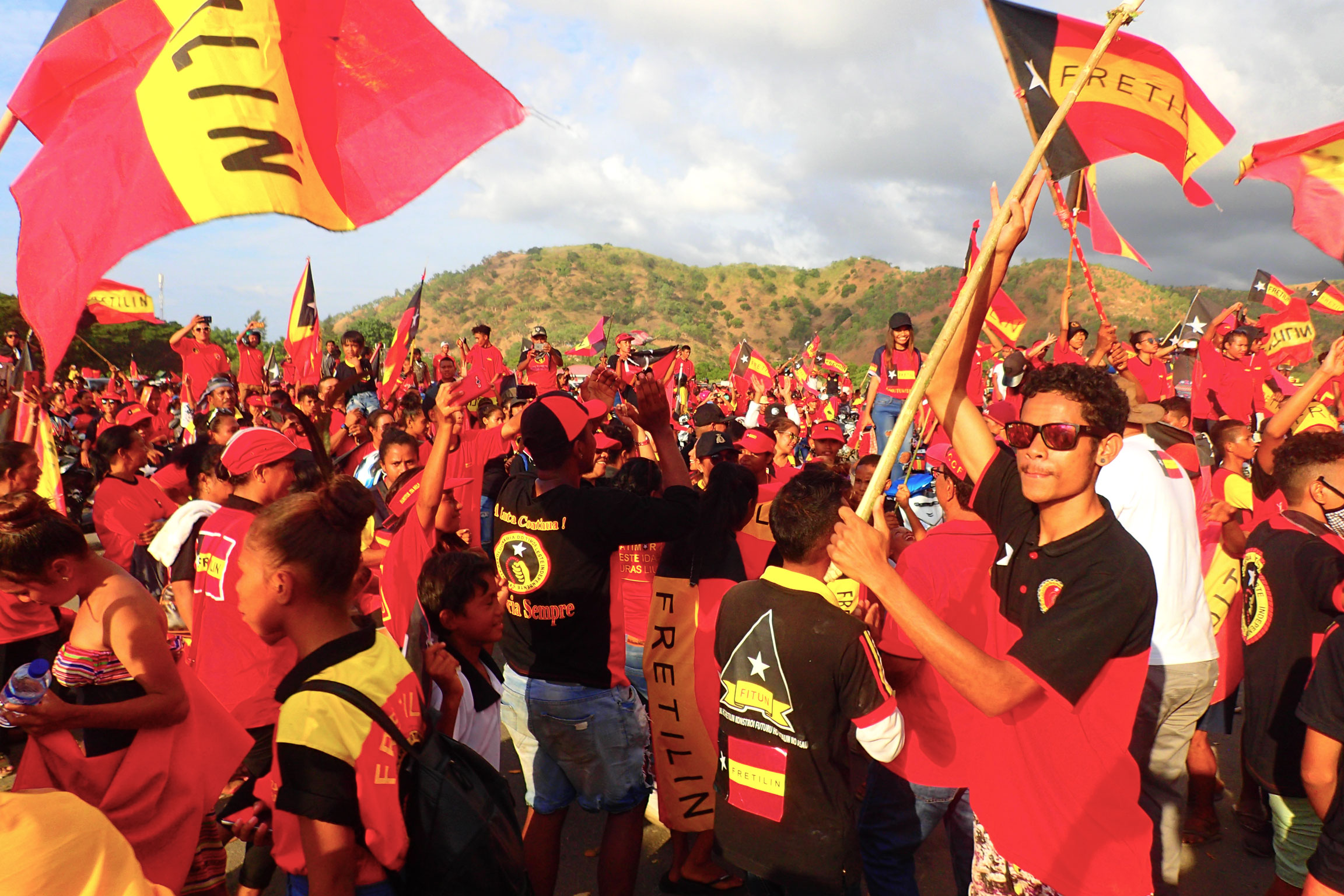
革陣在帝力區舉行的一場競選集會

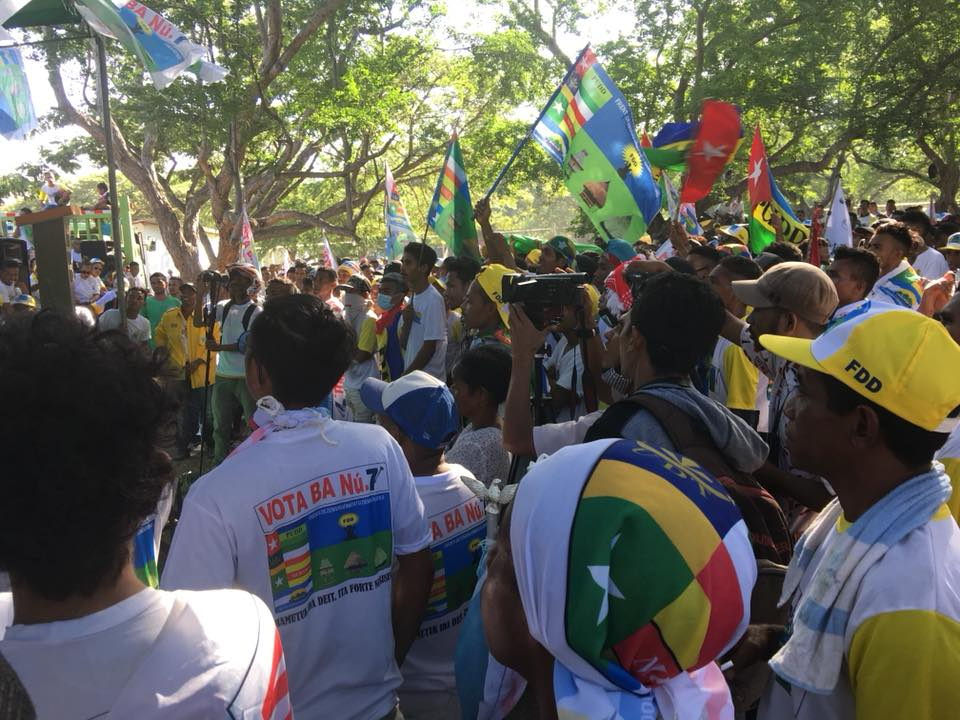
在帝力區塔西托魯舉行的一場競選集會

每張候選名單必須列出65名候選人和65名候補人，當選次序與名單上候選人的順序一致。本選舉設有婦女保障名額，政黨每提名三名候選人，就必須為婦女預留一個名額，如此類推。法院須在4月1日確認候選名單的資格，並於4月3日決定候選名單的選舉編號；不服法院裁決的政團可以在4月4日或之前提出上訴。
議會多數派聯盟在2018年1月16日與國家民主論壇（Fórum Demokrátiku Nasionál，FDN；由數個沒有參加議會活動的小黨組成的政黨聯盟）簽訂協議，同意在本屆議會選舉期間整合各黨的資源進行競選活動。議會多數派聯盟三個成員黨也在2月1日簽訂諒解備忘錄，決定合組一份名單參加來屆議會選舉，合力進行競選活動，並改名為改革進步聯盟（Aliança para Mudança e Progresso）。按照備忘錄，國家民主論壇的成員黨可以自行決定是否加入改革進步聯盟。革陣同意在本次議會選舉期間與民主黨合作，不過合組名單參與選舉的建議卻被阿爾卡蒂里拒絕。民主發展團結黨、东帝汶全国重建革新阵线（革新陣線）、帝汶民主聯盟、共和黨和國家發展黨則於2017年12月組成民主發展陣線，參加本次議會選舉；然而共和黨在2018年2月退出民主發展陣線，自行推舉候選人參選。
2018年3月國家民主論壇解散，一部分成員黨組成社會民主運動，其餘成員黨則組成國家發展運動。最終國家選舉委員會宣佈，參加本次選舉的政黨聯盟共有四個，包括改革進步聯盟、社會民主運動、國家發展運動和民主發展陣線。如果本次選舉的選票流向和上次選舉一致，會出現的結果是：改革進步聯盟贏得33席，取得簡單多數優勢；另外革陣贏得21席，民主黨贏得6席。沒有參加過議會活動的民主發展陣線也會取得5席，得以躋身議會。其餘政黨無法通過當選門檻（4%得票率），與議席無緣。
此外還有三個政黨參加這次議會選舉，包括革陣、民主黨（均為執政黨）和祖國希望黨。當地媒體在3月底報導，帝汶英雄協會和帝汶社會民主協會曾計劃登記參選，不過這兩個政團並沒有列入最終的候選名單。

## 競選活動
政黨和候選人的競選期在4月10日開始，至5月9日結束，競選期結束後所有參選人和政黨不可以進行競選活動。雖然參選政黨（聯盟）在4月9日簽署《國家團結約章》，承諾以和平的方式進行競選活動，不過一般來說，競選期間的氣氛是非常緊張的。和上屆議會選舉相比，社交網站（例如Facebook）的影響力與日趨增，超過傳統媒體，不過網民既在社交網站發佈選舉相關的資訊，也在社交網站侮辱、誹謗、威脅政客和傳統政治領袖的行為，帶來問題。警察在競選期開始前逮捕了數名疑犯，不過由於東帝汶刑法沒有針對誹謗罪的條文，所以警方只能釋放他們。網民在社交網站發言的語氣沒有改變，葡萄牙新聞社還報導說有記者使用社交網站發放假新聞，引起社會的仇恨。
兩輛運送18名大會黨支持者的汽車在5月5日駛經維克克區期間遭到襲擊，引致數人受傷；雖然阿爾卡蒂里以革陣的名義為事件致歉，不過非政府組織守望者基金會（Fundasaun Mahein）批評這樣做並不足夠，認為政府有需要行動，預防同類事件重演，並指出當地的政黨競爭期間經常使用粗暴的語言（比如稱呼支持者為「戰士」），無助於民主進程。另一邊廂，改革進步聯盟的成員黨也因為在包考區拉加縣發動規模較小的攻擊而遭到批評。此外還有主流政黨的領袖發表反伊斯蘭言論，攻擊具有阿拉伯血統的阿爾卡蒂里。
引人注目的是，參選政黨經常使用獨立運動家的肖像為自己造勢。改革進步聯盟強調他們的領袖古斯芒和塔烏爾·馬坦·魯瓦克是武裝鬥爭的領軍人物，革陣則指出他們的領袖阿爾卡蒂里和若澤·拉莫斯·奧爾塔曾在印尼佔領期間留在國外參與「外交戰線」。民主黨使用已故創辦人费尔南多·德·阿劳若（曾在印尼擔任东帝汶全国学生抵抗运动的秘書長，領導東帝汶留學生進行獨立鬥爭）的肖像為自己造勢，社會民主運動也在競選期間掛出马里奥·维埃加斯·卡拉斯卡朗、弗朗西斯·澤維爾·多·阿馬拉爾等已故政治人物的肖像。
改革進步聯盟在Facebook專頁撰文警告選民，阿爾卡蒂里、國家選舉委員會和選舉管理技術秘書處會串謀干預選舉結果，手段包括：一、印製額外的選票，令革陣成為選舉的贏家，二、使用「金錢和米糧」拉攏選民支持，三、操控選舉人員。為此國家選舉委員會主席阿爾西諾·巴里斯在5月10日指控改革進步聯盟散播無憑無據的不實傳言，攻擊官方的選舉主管單位。改革進步聯盟副主席菲得利斯·萊特·馬加良斯卻表示這些警告是有點根據的，應該可以協助當局防止濫權問題，避免當局「故意犯錯」。

## 選舉結果

### 投票程序
投票時間從當地時間早上7時開始，到下午3時結束。政府在本次選舉中設立了1151個投票站、876個點票站（同時也是投票站），當中包括東帝汶駐澳洲（悉尼、墨爾本、達爾文）、韩国（首爾）、葡萄牙（里斯本、波圖）和英國（倫敦、鄧甘嫩、牛津）的使領館。投票期間，選民的手指要沾上不褪色墨水，按在選票上適當的位置，避免出現重複投票的情況；東帝汶政府已斥資11萬美元向聯合國開發計劃署訂購4000瓶不褪色墨水。除了澳洲和歐盟，觀察本次選舉過程的國家／組織還包括國際共和研究所、美國、澳洲、日本、葡萄牙等國的使領館，以及23個東帝汶非政府組織派出的代表（合共3,010人，當中天主教會佔900人）。

### 投票結果

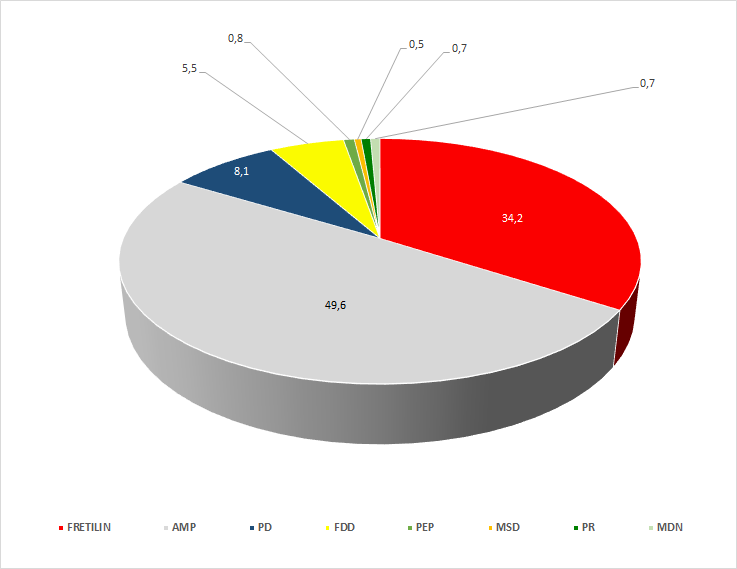
各參選團體的得票率

參加投票的男選民共有326,272人，女選民共有308,844人。投票率80.98%，比半年前的議會選舉高出5%。
最終選舉結果已於5月17日公布。根據初步點票結果，改革進步聯盟贏得34席，掌握議會過半數議席，可以獨自組閣，不過他們的議席數目比去年少了一席。革陣的議席數目沒有變化，民主黨的議席數目比去年少了兩席。民主發展陣線贏得3席，因此一年前競選失利，與議席無緣的革新陣線得以重返議會。改革進步聯盟在全國大多數區份（特別是西部各區）成為得票第一大黨；革陣雖然在帝力區大有斬獲，並保住東部三個區份（包考區、維克克區和勞滕區）的得票第一大黨地位，卻在歐庫西區流失11%的選票（超過3000張），輸給改革進步聯盟（得票率近59%）。革陣歐庫西區黨部主席阿爾塞尼奧·巴諾就此公開道歉，黨中央則質疑當地的選舉結果。
| 政黨／政治聯盟                                                                              | 政黨／政治聯盟                                                                     | 得票    | %      | 席位  | %      | +/- |
| ------------------------------------------------------------------------------------------- | ---------------------------------------------------------------------------------- | ------- | ------ | ----- | ------ | --- |
| 改革進步聯盟（Aliança para Mudança e Progresso，AMP）                                       | 改革進步聯盟（Aliança para Mudança e Progresso，AMP）                              | 309,663 | 49.58  | 34    | 52.31  | -1  |
|                                                                                             | 东帝汶重建全国大会党（Congresso Nacional da Reconstrução Timorense，CNRT）         | 不適用  | 不適用 | 21    | 32.31  | -1  |
| 人民解放黨（Partidu Libertasaun Popular，PLP）                                              | 8                                                                                  | 不適用  | 不適用 | 12.31 | 0      |     |
| 帝汶人民團結繁榮黨（Kmanek Haburas Unidade Nasional Timor Oan，KHUNTO）                     | 5                                                                                  | 不適用  | 不適用 | 7.69  | 0      |     |
| 東帝汶獨立革命陣線（Frente Revolucionária do Timor-Leste Independente ，FRETILIN）          | 東帝汶獨立革命陣線（Frente Revolucionária do Timor-Leste Independente ，FRETILIN） | 213,324 | 34.15  | 23    | 35.38  | 0   |
| 民主黨（Partido Democrático，PD）                                                           | 民主黨（Partido Democrático，PD）                                                  | 50,370  | 8.06   | 5     | 7.69   | -2  |
| 民主發展陣線（Frenti Dezenvolvimentu Demokratiku，FDD）                                     | 民主發展陣線（Frenti Dezenvolvimentu Demokratiku，FDD）                            | 34,301  | 5.49   | 3     | 4.62   | +3  |
|                                                                                             | 民主發展團結黨（Partidu Unidade Dezenvolvimentu Demokratiku，PUDD）                | 不適用  | 不適用 | 1     | 1.54   | +1  |
| 帝汶民主聯盟（União Democrática Timorense，UDT）                                            | 1                                                                                  | 不適用  | 不適用 | 1.54  | +1     |     |
| 东帝汶全国重建革新阵线（Frenti-Mudança，FM）                                                | 1                                                                                  | 不適用  | 不適用 | 1.54  | +1     |     |
| 國家發展黨（Partido do Desenvolvimento Nacional，PDN）                                      | 0                                                                                  | 不適用  | 不適用 | 0     | 0      |     |
| 祖國希望黨（Partido Esperança da Pátria，PEP）                                              | 祖國希望黨（Partido Esperança da Pátria，PEP）                                     | 5,060   | 0.81   | 0     | 0      | 0   |
| 國家發展運動（Movimentu Dezenvolvimentu Nasional，MDN）                                     | 國家發展運動（Movimentu Dezenvolvimentu Nasional，MDN）                            | 4,494   | 0.71   | 0     | 0      | 0   |
|                                                                                             | 帝汶人民君主協會（Associação Popular Monarquia Timorense，APMT）                   | 不適用  | 不適用 | 0     | 0      | 0   |
| 底層人民解放黨（Partidu Liberta Povu Aileba，PLPA）                                         | 0                                                                                  | 不適用  | 不適用 | 0     | 0      |     |
| 毛貝雷人民解放運動（Movimentu Libertasaun ba Povu Maubere，MLPM）                           | 0                                                                                  | 不適用  | 不適用 | 0     | 0      |     |
| 帝汶抵抗力量民族民主團結黨（União Nacional Democrática de Resistência Timorense，UNDERTIM） | 0                                                                                  | 不適用  | 不適用 | 0     | 0      |     |
| 共和黨（Partidu Republikanu，PR）                                                           | 共和黨（Partidu Republikanu，PR）                                                  | 4,125   | 0.66   | 0     | 0      | 0   |
| 社會民主運動（Movimento Social Democrata，MSD）                                             | 社會民主運動（Movimento Social Democrata，MSD）                                    | 3,188   | 0.51   | 0     | 0      | 0   |
|                                                                                             | 帝汶社會民主中央行動黨（Centro Acção Social Democrata Timorense，CASDT）           | 不適用  | 不適用 | 0     | 0      | 0   |
| 社會民主黨（Partido Social Democrata，PSD）                                                 | 0                                                                                  | 不適用  | 不適用 | 0     | 0      |     |
| 帝汶社會黨（Partido Socialista de Timor，PST）                                              | 0                                                                                  | 不適用  | 不適用 | 0     | 0      |     |
| 基督教民主黨（Partido Democrata Cristão，PDC）                                              | 0                                                                                  | 不適用  | 不適用 | 0     | 0      |     |
| 總計                                                                                        | 總計                                                                               | 624,525 | 100.00 | 65    | 100.00 | 0   |
| 來源：國家選舉委員會（页面存档备份，存于）                                                  |                                                                                    |         |        |       |        |     |

## 後續

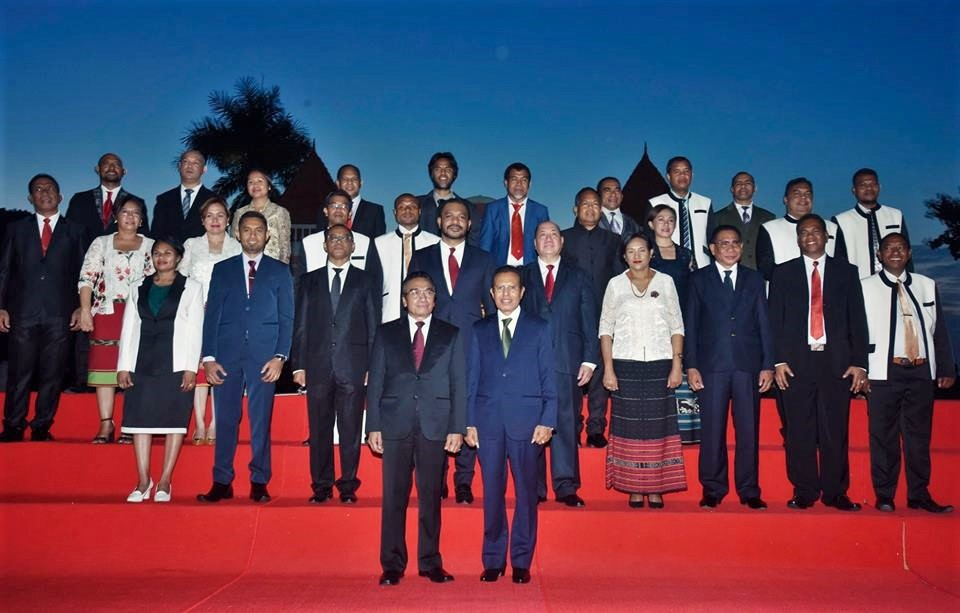
於2018年6月22日宣誓就職

國內外選舉觀察員的報告認為這次選舉的過程是自由、公平、開誠佈公的，民主黨和改革進步聯盟也先後承認選舉結果。民主黨領導層在5月15日宣布該黨將成為有建設的反對黨；同日古斯芒舉行記者會，雖然他感謝群眾盡公民責任投票，授權改革進步聯盟組織新一屆政府，卻承認選舉過程出現一些小錯誤，例如他們派出的監票員和點票人員點算的票數並不一致。
阿爾卡蒂里卻懷疑選舉期間（特別是在歐庫西區）出現不法行為，希望法院複查。他在5月19日宣布革陣已開始收集「選舉不法行為」的證據，準備入稟最高上訴法院，要求推翻選舉結果，不過他們表示會尊重法院的裁決。他們在歐庫西區收集到多個證據，例如「陌生人的車輛」在歐庫西區出現；而且還認為本次選舉出現買票、使用偽造的身分證明文件投票、缺少選票、點票期間出現爭議等問題。最高上訴法院院長德奥林多·多斯·桑托斯在5月22日要求國家選舉委員會提交更多文件，並表示由於法院需要這些文件進行判決，所以本來法院需在72小時內作出判決的限制可以放寬。最後法院在一天後駁回革陣的上訴，理由是上訴理由「毫無根據」，並於5月28日按照《共和國公報》（憲報）列明的選舉日程表公布選舉的最終結果。接到判決之後，革陣宣布他們將成為強大的反對黨，抗衡執政的改革進步聯盟。
改革進步聯盟在6月1日宣布提名魯瓦克擔任總理，並表示新內閣由42位閣員組成。雖然盧奧洛以涉嫌貪污或失德行為這個理由，拒絕委任貿易、工業、環境及旅遊部部長提名人黎發芳等11名閣員，不過以魯瓦克為首的新一屆政府仍然於6月22日在帝力拉哈內宮宣誓就職。

## 備註
1. ↑  由東帝汶重建全國大會黨、人民解放黨和帝汶人民團結繁榮黨組成，上屆議會選舉分開三張名單參選。

## 外部連結
- 國家選舉委員會
- 選舉管理技術秘書處
- 同行組織（La'o Hamutuk）：2018年5月提前進行的議會選舉（页面存档备份，存于）
  - 候選人名單（页面存档备份，存于）
  - 國家團結約章（页面存档备份，存于）
  - 競選集會時間表（页面存档备份，存于）
  - 投票站列表（页面存档备份，存于）
  - 登記選民統計表（页面存档备份，存于）